# Ephelina gregaria
Ephelina gregaria är en svampart som först beskrevs av Miles Joseph Berkeley, och fick sitt nu gällande namn av Pier Andrea Saccardo 1889. Ephelina gregaria ingår i släktet Ephelina och familjen Dermateaceae.   Inga underarter finns listade i Catalogue of Life.